# Bryum coloradense
Bryum coloradense är en bladmossart som beskrevs av Kindberg 1909. Bryum coloradense ingår i släktet bryummossor, och familjen Bryaceae. Inga underarter finns listade i Catalogue of Life.